# نصب سيرجي كوروليوف
نصب سيرجي كوروليوف التذكاري (بالروسية: Памятник Сергею Королёву) هو نصب تذكاري مُخصّص للعالم الروسي سيرجي كوروليوف.
تم بناء النصب التذكاري في عام 2008 في موسكو. تم تمويل العمل من قبل الاتحاد الدولي للجمعيات العامة العلمية والهندسية وحكومة موسكو.